# 赵正
赵正（1937年—2006年），笔名黎泉，男，甘肃山丹人，中国书法家，曾任中国书法家协会理事，甘肃省书法家协会主席。